# San Pedro de los Pinos (métro de Mexico)
San Pedro de los Pinos est une station de la Ligne 7 du métro de Mexico, située au sud de Mexico, dans la délégation Benito Juárez.

## La station
La station ouverte en 1985, est situé dans le San Pedro de los Pinos. Son logo représente des silhouettes de pins.

## Services et accessibilité
La station San Pedro de los Pinos de la ligne 7 du métro de Mexico est accessible aux personnes handicapées et dispose de services tels que des guichets, des tourniquets et des écrans d'information.